# Tribute (album Ozzy’ego Osbourne’a)
Tribute – druga oficjalna płyta koncertowa brytyjskiego wokalisty Ozzy'ego Osbourne'a, wydana w 1987 roku (zob. 1987 w muzyce).
Album został wydany ku pamięci Randy'ego Rhoadsa, gitarzysty zespołu Osbourne'a w latach 1980-82, który zginął w wypadku samolotowym 19 marca 1982. Album zawiera poza tym odrzut, z zainspirowanego muzyką poważną, utworu na gitarze akustycznej, "Dee". Piosenkę tę Rhoads stworzył dla swojej matki Delores. Pierwotnie znajdowała się ona na debiutanckim solowym krążku Osbourne'a "Blizzard of Ozz".

## Lista utworów
Źródło.
1. " I Don't Know"
2. " Crazy Train"
3. " Believer"
4. " Mr. Crowley"
5. " Flying High Again"
6. " Revelation (Mother Earth)"
7. " Steal Away (The Night)" (z Drum Solo)
8. " Suicide Solution" (z Guitar Solo)
9. " Iron Man"
10. " Children of the Grave"
11. " Paranoid"
12. " Goodbye To Romance"
13. " No Bone Movies"
14. " Dee" (odrzut ze studia Randy'ego Rhoadsa)

## Twórcy
- Ozzy Osbourne – wokal
- Randy Rhoads – gitara
- Rudy Sarzo – gitara basowa
- Tommy Aldridge – perkusja